# Reality (chanson de Dream)
Pour les articles homonymes, voir Reality.
 (mars 2012).
Si vous disposez d'ouvrages ou d'articles de référence ou si vous connaissez des sites web de qualité traitant du thème abordé ici, merci de compléter l'article en donnant les références utiles à sa vérifiabilité et en les liant à la section « Notes et références ».
Singles de dream
Private Wars
(2000) Night of Fire
(2000)
Reality  (écrit en minuscules : reality) est le quatrième single du groupe de J-pop dream, produit par Max Matsura, dont les paroles sont pour la première fois écrites par l'une des chanteuses, Mai Matsumoro. Il sort le 9 août 2000 au Japon sous le label avex trax, trois mois seulement après le précédent single du groupe, Private Wars. Il atteint la 17e place du classement Oricon, et reste classé pendant cinq semaines.
Ce maxi-single contient en fait huit titres : deux chansons originales et leurs versions instrumentales, et deux versions remixées de chacune d'elles.
La chanson-titre a été utilisée comme thème musical pour une publicité, tandis que la chanson en "face B" Send a Little Love  a servi de générique de fin de l'émission de la chaine TV Tokyo Sukiyaki!! London Boots Daisakusen. Ces deux chansons figureront sur le premier album du groupe, Dear..., qui sort six mois plus tard. Une vidéo VHS homonyme contenant le clip vidéo de la chanson-titre sort un mois plus tard, le 20 septembre.

## Membres
- Mai Matsumoro
- Kana Tachibana
- Yū Hasebe

## Liste des titres
CD
1. reality (Original Mix)
2. reality (Dub's Warp House Remix) (remixé par Izumi "D・M・X" Miyazaki)
3. send a little love (BEATWAVE REMIX) (remixé par BEATWAVE)
4. reality (EUROBEAT MIX) (remixé par Tatsuhiko Fuyuno)
5. send a little love (Happy Euro 2000 Mix) (remixé par Naoki Atsumi)
6. send a little love (Original Mix)
7. reality (Instrumental)
8. send a little love (Instrumental)

VHS
1. reality